# Lake Providence
Lake Providence település az Amerikai Egyesült Államok Louisiana államában, East Carroll megyében. Lakosainak száma 3587 fő (2020. április 1.).

## Népesség
A település népességének változása:
| Lakosok száma | 3991 | 3429 | 3587 |
|               | 2010 | 2019 | 2020 |